# Gebhard Utinger

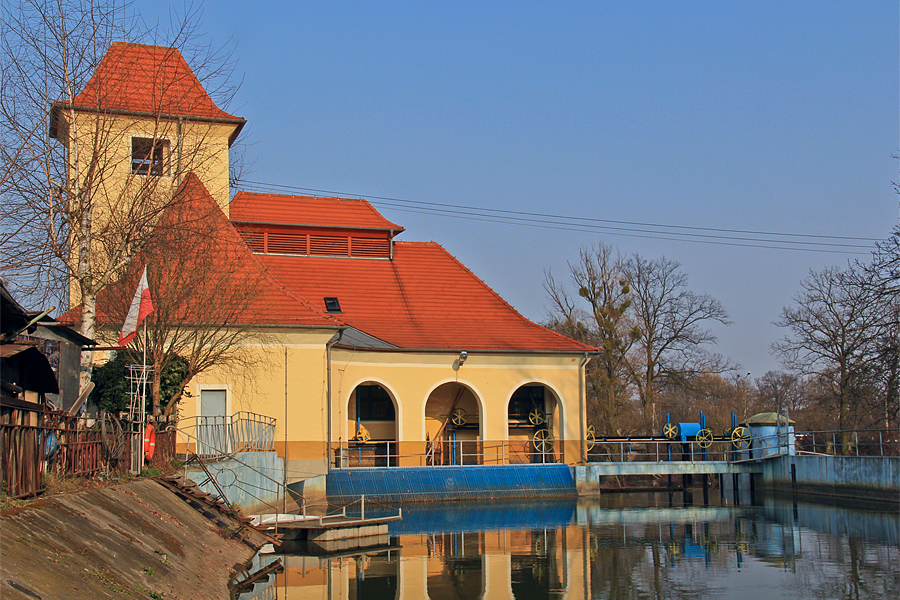
1923
Elektrownia Wodna Marszowice we Wrocławiu

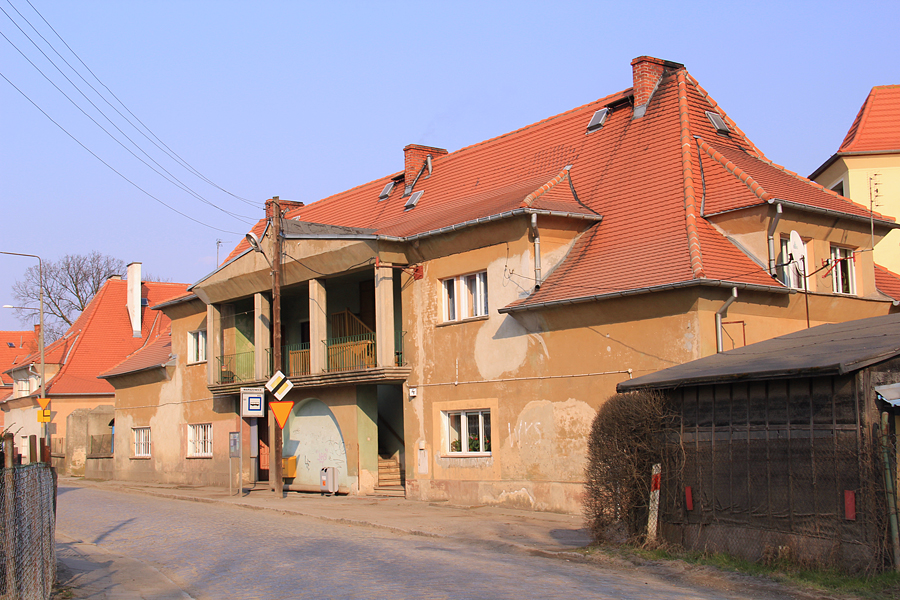
1924
Dom mieszkalny pracowników elektrowni Marszowice we Wrocławiu

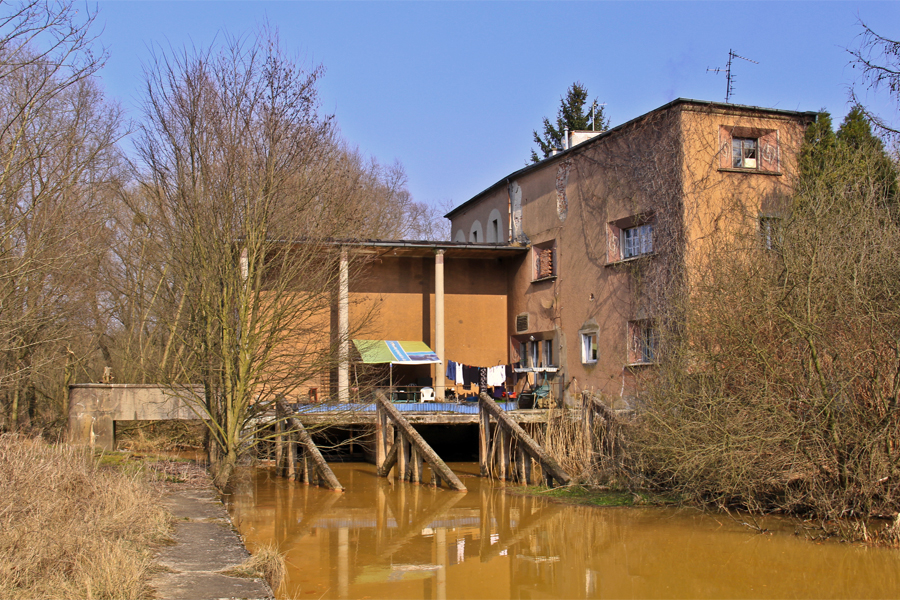
1924
Elektrownia Wodna Stabłowice we Wrocławiu

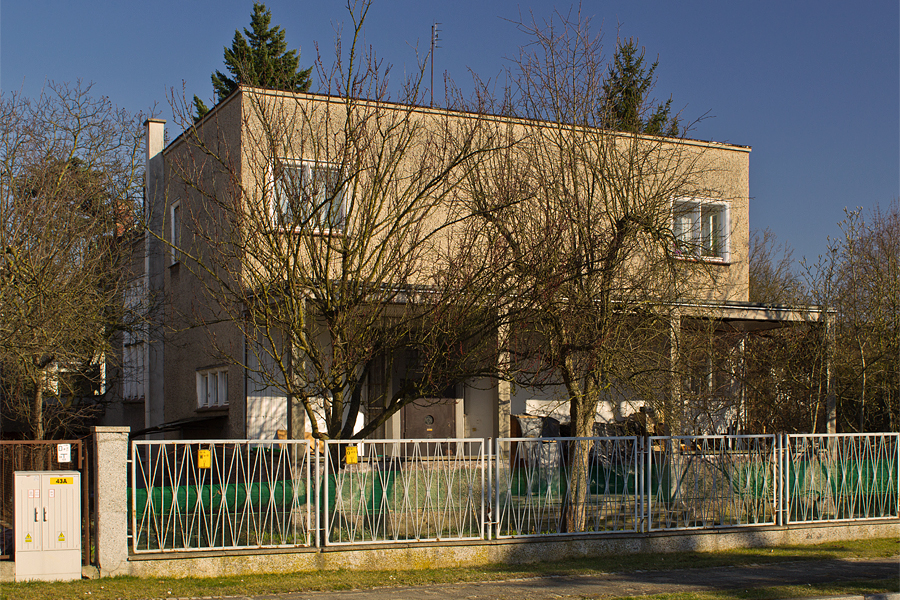
1928
Dom własny przy ul. Noskowskiego 22 we Wrocławiu

Gebhard Utinger (ur. 3 kwietnia 1879 w Baar, zm. 11 stycznia 1960 w Zurychu) – szwajcarski architekt, malarz, grafik i rzeźbiarz przez dłuższą część swojej kariery związany z Wrocławiem.

## Życiorys
Po odbyciu praktyki w firmie budowlanej Keller w Lucernie kształcił się w latach 1899-1901 w Szkole Rzemiosła Budowlanego w Karlsruhe. Następnie praktykował w kilku biurach architektonicznych w Niemczech i Szwajcarii. W roku 1904 rozpoczął studiowanie malarstwa i architektury w Dreźnie na tamtejszej Akademii Sztuki. Później odbywał podróże studyjne do Holandii, Włoch oraz po Niemczech. Od roku 1906 mieszkał we Wrocławiu, gdzie w 1908 objął stanowisko profesora w kierowanej przez Hansa Poelziga Akademii Sztuki i Rzemiosła Artystycznego, wykładał tam architekturę i malarstwo. Wraz z upływem czasu wyspecjalizował się w sztuce sakralnej. Oprócz pracy we wrocławskiej akademii był także wolnym artystą i architektem, przyjmował prywatne zlecenia wykonania projektów architektonicznych lub opraw plastycznych. Brał także udział w prestiżowych konkursach na projekty kościołów czy budynków użyteczności publicznej. W roku 1933 po zamknięciu przez władze nazistowskie akademii sztuki podjął pracę w Wyższej Szkole Technicznej, a rok później powrócił do Szwajcarii. Do roku 1938 zajmował stanowisko dyrektora Szkoły Rzemiosła Artystycznego w Lucernie. W latach 1941–44 ponownie zamieszkał we Wrocławiu, później na krótko zamieszkał w Szwecji, a następnie aż do swojej śmierci w roku 1960 mieszkał i pracował jako wolny artysta i architekt w Zurychu. Był członkiem Niemieckiego Związku Twórczego – Deutscher Werkbund oraz Śląskiego Związku Artystów – Künstlerbund Schlesien .

## Twórczość

### Malarstwo
Od początku lat dwudziestych Utinger koncentrował się głównie na malarstwie sakralnym. Tworzył projekty fresków i wystroju wnętrz kościołów zarówno katolickich jak i ewangelickich. W jego twórczości widoczne są wpływy malarstwa włoskiego, szczególnie renesansowego. W okresie międzywojennym wykonał min. cykl fresków w kaplicy ewangelickiego wówczas kościoła św. Mikołaja w Brzegu w latach 1921-25, freski w kościele w Popielowie w latach 1928-29 oraz dekoracje ścienne i projekt krat w bazylice św. Rodziny w Branicach. W roku 1934 wykonał monumentalny fresk w apsydzie kościoła św. Bonifacego we Wrocławiu. Dla tego kościoła wykonał też figury apostołów obrazy ze stacjami drogi krzyżowej, ambonę i tabernakulum. Z najbardziej znanych jego dzieł wykonanych po II wojnie światowej wymienić można freski w katolickim kościele Chrystusa Króla w Göteborgu wykonane w roku 1948, malowidła w kaplicy św. Karola w Oberwil koło Zug, freski w kaplicy Salesianum w Zug, mozaiki w Watykanie oraz malowidła ścienne w rządowej sali obrad w Zug. W zbiorach Muzeum Narodowego we Wrocławiu znajduje się obecnie siedemnaście jego obrazów i grafik wykonanych w latach 1913-1933.

### Architektura
Pierwsze lata twórczości architektonicznej Utingera to monumentalne projekty zgłaszane w konkursach organizowanych przez władze miejskie różnych miast niemieckich a także za granicą. Przed I wojną światową prezentował swoje projekty min. w konkursie na Pałac Pokoju w Hadze, gmach nowego ratusza w Gliwicach, główny dworzec kolejowy w Stuttgarcie , także w roku 1908 opracował koncepcję zabudowy obecnego placu Wolności we Wrocławiu z Pawilonem Sztuki w centralnej jego części. W pracach tych widać jeszcze silne wpływy secesji z kręgu Hermanna Billinga z Karlsruhe, gdzie Utinger studiował architekturę. Żaden z tych jak i innych powstałych w owym czasie jego projektów konkursowych nie został jednak zrealizowany. W okresie międzywojennym z kolei tworzył w duchu modernizmu. Wszystkie jego projekty, jakie doczekały się realizacji powstały we Wrocławiu. W latach 1923–24 na zlecenie mieszkającego w Zurychu Arthura Schoellera właściciela przędzalni czesankowej w znajdujących się wówczas poza granicami Wrocławia Stabłowicach wykonał projekty dwóch elektrowni wodnych na rzece Bystrzycy oraz budynku z bramą główną prowadzącą na teren przędzalni. Jako pierwsza powstała elektrownia wodna "Marszowice" wraz z dwoma budynkami mieszkalnymi, jako druga Elektrownia wodna "Stabłowice" wybudowana w roku 1924. Obie wytwarzały energię na potrzeby przędzalni. O ile w przypadku elektrowni w Marszowicach widoczne są wpływy modnego wówczas wśród wrocławskich architektów stylu rodzimego nawiązującego do tradycyjnego budownictwa śląskiego, to w przypadku drugiego projektu elektrowni w Stabłowicach widać wyraźne inspiracje twórczością Hansa Poelziga i nawiązania do jego niezrealizowanego projektu młyna na Kępie Mieszczańskiej we Wrocławiu. Kolejny jego duży projekt katolickiego kościoła św. Piotra Kanizjusza przedstawiony w konkursie w roku 1926 nie został zrealizowany . W roku 1928 przy obecnej ulicy Noskowskiego 22 na osiedlu Zalesie wybudował swój własny dom mieszczący także pracownię. Ostatnim jego dziełem zrealizowanym we Wrocławiu był pomnik poświęcony pamięci poległych w czasie I wojny światowej żołnierzy 6 Pułk Artylerii Polowej im. von Peuckera. Pomnik wykonany we współpracy z rzeźbiarką Elisabeth Roediger-Waechter stanął na skwerze w południowej części placu św. Macieja. W roku 1938 wykonał jeszcze projekt konkursowy Teatru Ludów w Lucernie .